# Diasemia trigonialis
Diasemia trigonialis là một loài bướm đêm trong họ Crambidae.